# Wind River Range

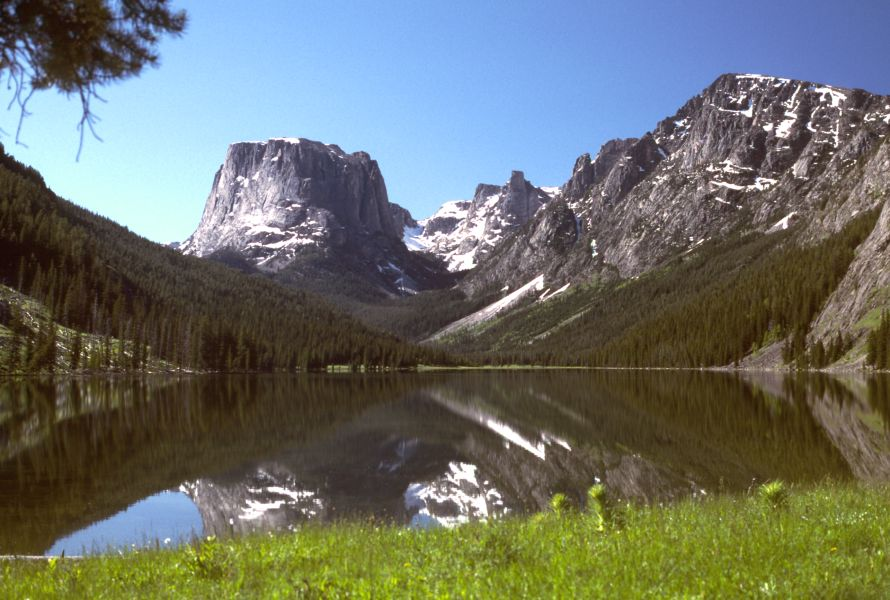
Meren van de Green met Squaretop Mountain in de achtergrond

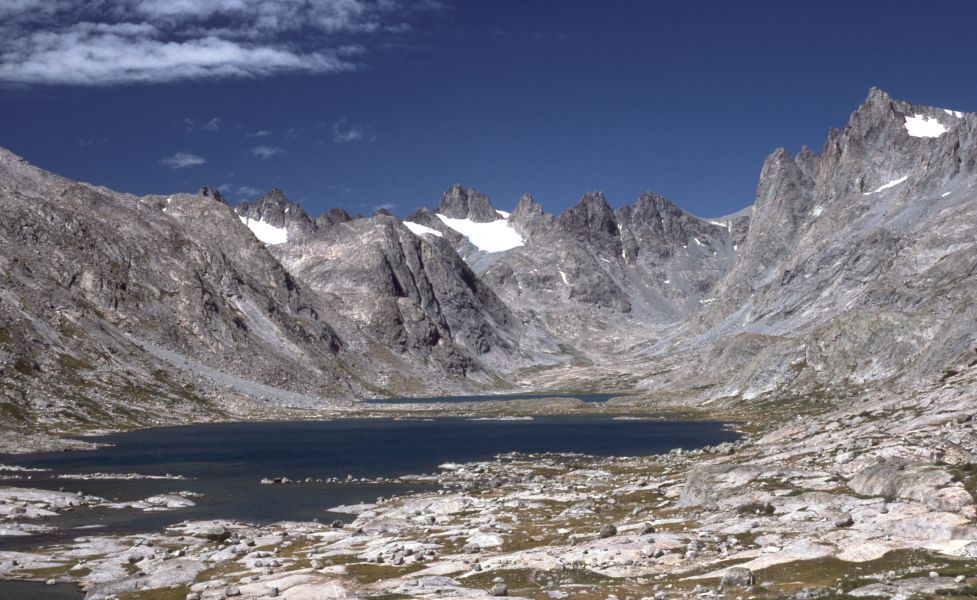
De Titcomb-meren

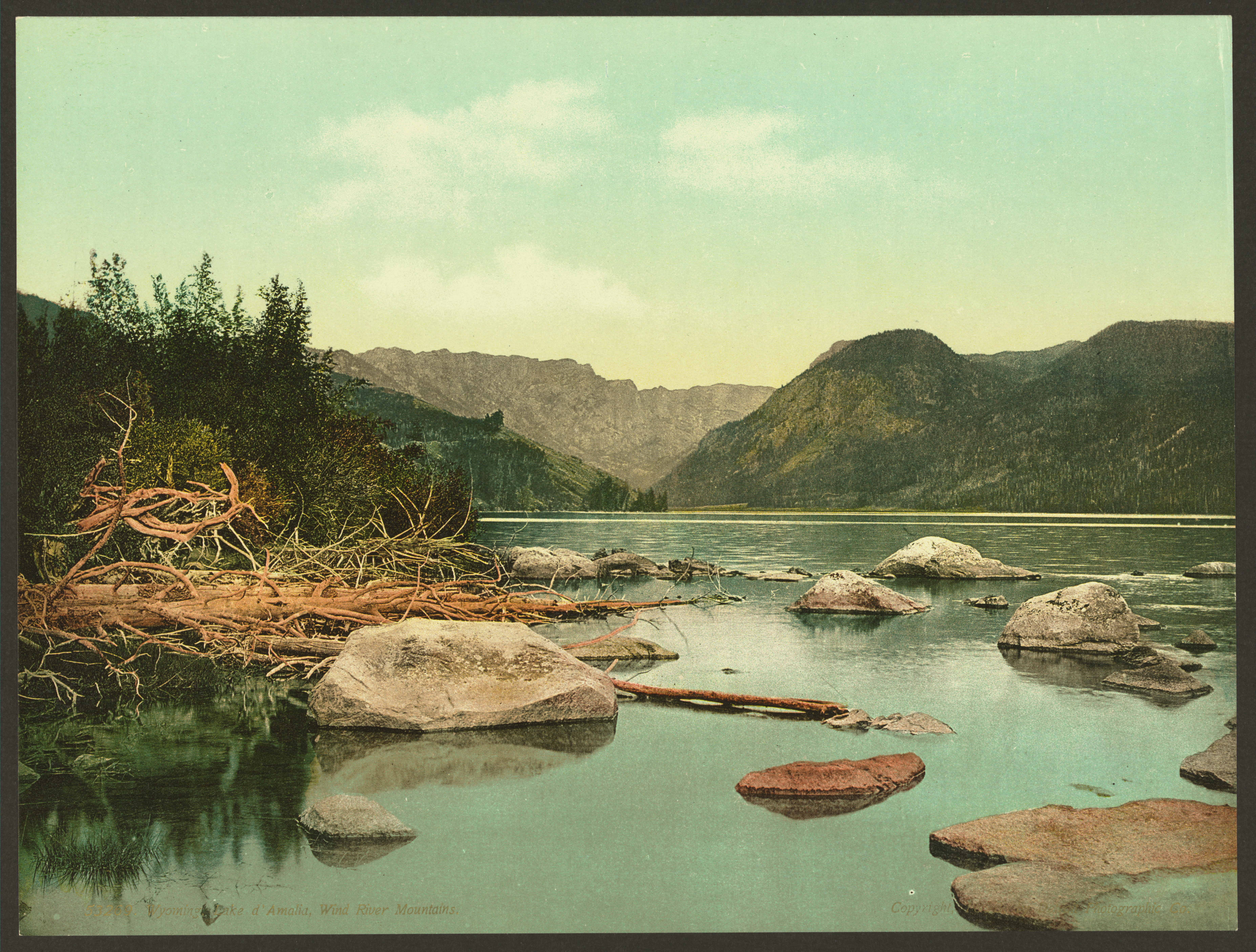
Lake d'Amalia aan het einde van de negentiende eeuw

De Wind River Range is een bergketen in het westen van de Amerikaanse deelstaat Wyoming. De bergketen loopt ruwweg van het noordwesten naar het zuidoosten en heeft een lengte van ongeveer 150 kilometer. De Wind River Range maakt deel uit van een geheel van min of meer aaneengesloten bergketens die samen de Rocky Mountains vormen. Ten zuiden van de Wind River Range ligt het uitgestrekte relatief vlakke hoogplateau van South Pass. Er gaan geen doorgaande wegen over de Wind River Range. Ten zuiden ligt South Pass, ten noorden ligt Union Pass.

## Beschrijving
Het hoogste punt van de bergketen is Gannett Peak. Dit is met zijn 4207 meter hoogte ook de hoogste bergtop van Wyoming. Met uitzondering van de berg Grand Teton in de Teton Range, liggen alle twintig hoogste bergen van Wyoming in de Wind River Range. Er liggen twee nationale bossen (bossen die beheerd worden door US Forest Service in de Wind River Range. In deze bossen zijn drie gebieden beschermd als wildernis.
Het Shoshone National Forest ligt aan de oostelijke zijde van de Continental Divide terwijl het Bridger-Teton National Forest aan de westelijke zijde van de waterscheiding gelegen is. In ecologisch opzicht maakt de Wind River Range integraal deel uit van het grotere Yellowstone ecosysteem.
Bepaalde delen van de bergketen behoren tot de Wind River Indian Reservation.

### Hydrologie
De Continental Divide loopt over de lengte van de Wind River Range van het noordwesten naar het zuidoosten, onder andere over Gannett Peak.
Aan de westelijke zijde ontspringen de Green River en de Big Sandy River. Beide stromen naar het zuiden. De Green River is de grootste zijrivier van de Colorado. Aan de oostzijde van het gebergte stroomt de Wind River. Nadat deze van naam veranderd naar Bighorn River vormt deze de belangrijkste zijrivier van de Yellowstone.

## Geschiedenis
Inheemse volken van het Grote Bekken als de Shoshone en de Absaroke leefden in het gebied vanaf 7000 à 9000 jaar geleden. Voor de seizoenale oogst van pijnboompitten bouwden ze dorpen tot op hoogtes van 3000 meter boven zeeniveau. Eentje hiervan, "High Rise", had 60 woongebouwen op een oppervlakte van 10 hectare en werd recent toegevoegd aan het National Register of Historic Places.
De eerste Europeaan die de bergketen zag was waarschijnlijk John Colter, een lid van de expeditie van Lewis en Clark. In 1812 werd South Pass, ten zuiden van de bergketen, voor de eerste keer gebruikt. Deze pas bood een gemakkelijke route tussen de bergketens van de Rocky Mountains en zou in het midden van de negentiende eeuw druk gebruikt worden door de emigratieroutes van de Oregon Trail, California Trail en Mormon Trail.
In de jaren 20 van de twintigste eeuw kwamen de eerste bergbeklimmers naar de Wind River Range, al werden voorheen al vaak bergen beklommen om het land te verkennen en op te meten. Voornamelijk het Titcomb Basin was populair bij de eerste bergbeklimmers. Ook vandaag is dit nog een van de drukstbezochte plekken van de Wind River Range (samen met de Cirque of the Towers in het zuiden van de bergketen).

## Ecologie
De bossen van de bergketen bestaat voornamelijk uit draaiden (lodgepole pine), Pinus albicaulis (whitebark pine), Abies lasiocarpa (subalpine fir) en Picea engelmannii (Engelmann spruce). In de Wind River Range huist een kleine populatie grizzlyberen. Verder leven er ook populaties zwarte beer, wapiti, eland, muildierhert, pronghorn, dikhoornschaap, poema en veelvraat. Wat vogels betreft is de Amerikaanse zeearend het vermelden waard.